# Iglesia de San Andrés (Berlangas de Roa)
La iglesia de San Andrés es una iglesia parroquial católica del siglo XVII situada en la localidad burgalesa de Berlangas de Roa (España). Está dedicada a San Andrés, patrón de la localidad.
Se trata de un edificio de una sola nave, con coro, torre campanario y contrafuertes en la fachada principal. El ayuntamiento instaló iluminación en el exterior de la iglesia en 2010.
En el interior destacan el retablo del altar mayor del siglo XVI, un tenebrario del siglo XV y una pila bautismal del siglo XII.